# USS Croatan (CVE-25)
USS Croatan (CVE-25) – lotniskowiec eskortowy typu Bogue. Służył w US Navy w okresie II wojny światowej. 
Pełnił służbę eskortową, transportową i szkoleniową na Atlantyku.
Jego samoloty lub okręty go eskortujące uczestniczyły w wykryciu lub zatopieniu następujących niemieckich okrętów podwodnych: U-856, U-488, U-490, U-154, U-880, U-1235.